# KBS 뉴스 7 울산
《KBS 뉴스 7 울산》은 KBS 울산 1TV에서 매주 평일 오후 7시 20분에 방송 중인 울산 지역 저녁 종합 뉴스 프로그램이다.

## 개요
KBS 울산 7시 뉴스로 읽는다.

## 앵커
| 대수 | 진행자          | 진행 기간                  | 비고 |
| ---- | --------------- | -------------------------- | ---- |
| 1대  | 김다은 아나운서 | 일자 미상 ~ 2025년 5월 2일 |      |
| 2대  | 가은혜 아나운서 | 2025년 5월 5일 ~ 현재      |      |

## 경쟁 프로그램
- MBC 5시 뉴스와 경제 울산 (울산MBC TV)
- ubc 뉴스라인 (ubc TV)